# Пауки-титанециды
Пауки-титанециды (лат. Titanoecidae) — маленькое семейство аранеоморфных пауков, насчитывающее 46 видов из 5 родов.

## Экология
Большинство видов жители высоких, по сравнению с уровнем моря, местностях, — в горах. Эти пауки строят мохнатые крибеллюмные (cribellum) сети.

## Таксономия
Раньше семейство входило в состав семейства Amaurobiidae. Семейство Titanoecidae включает 5 родов:
- Anuvinda Lehtinen, 1967 — Индия
- Goeldia Keyserling, 1891 — Мексика, Южная Америка
- Nurscia Simon, 1874 — Евразия
- Pandava Lehtinen, 1967 — от Шри-Ланки до Китая, Папуа-Новая Гвинея, Маркизские острова
- Titanoeca Thorell, 1870 — Голарктика typus